# سکه پنجاه ریالی

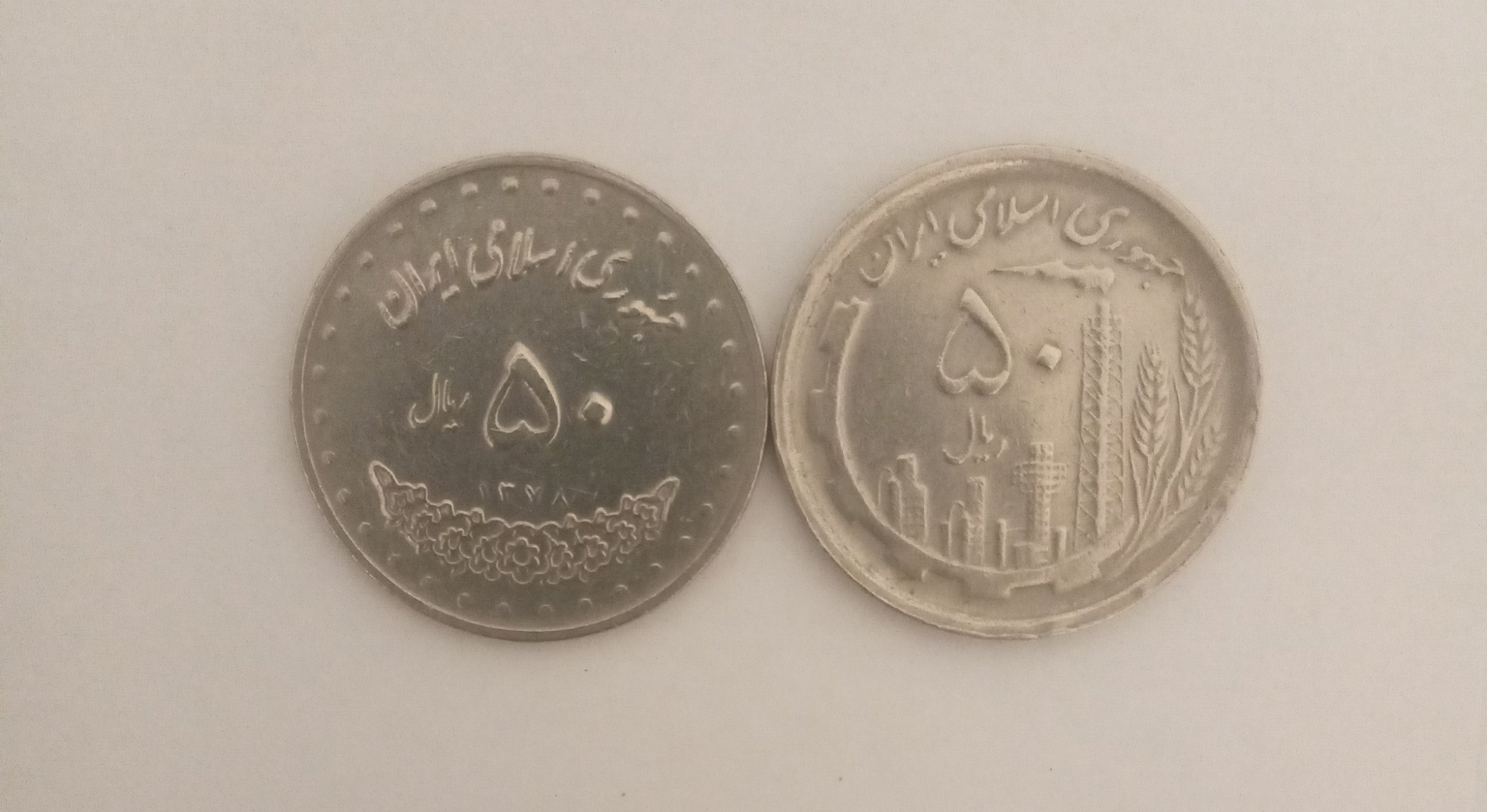
سکه ۵۰ ریالی

سکه پنجاه ریالی نوعی سکه ریالی است که گونهٔ نیکل آن از ۱۳۶۸ تا ۱۳۷۰ بر روی ضرب بود. نسخهٔ مسی آن هم از سال ۱۳۵۹ تا ۱۳۶۸ روی ضرب بود. همچنین نسخه‌های نیکل و برنز این سکه که در پشت آن عکس بارگاه حضرت معصومه (ع) بود به ترتیب از سال ۱۳۷۱ تا ۱۳۸۲ و ۱۳۸۳ تا ۱۳۸۵ روی ضرب بودند.